# دونوم (نیدرزاکسن)
دونوم (به آلمانی: Dunum) یک شهر در آلمان است که در Wittmund واقع شده‌است. دونوم ۱٬۱۰۰ نفر جمعیت دارد.